# Iša Krejčí
Pour les articles homonymes, voir Krejčí.
Isa Krejčí, né à Prague le 10 juillet 1904 et mort dans cette ville le 6 mars 1968 , est un compositeur tchécoslovaque néoclassique, aussi chef d'orchestre et dramaturge.

## Biographie
Krejčí est né à Prague. Il a étudié l'histoire et la musicologie à l'université Charles et en même temps le piano avec Albín Šíma et la composition au conservatoire de Prague avec Karel Boleslav Jirák et Vítězslav Novák et la direction d'orchestre avec Václav Talich. Il a travaillé pour le Théâtre national slovaque de Bratislava en 1928-1932, la Radio tchèque en 1934-1945, l'Opéra d'Olomouc en 1945-1958, et le Théâtre national de Prague à partir de 1958.
Comme chef d'orchestre, il s'est consacré surtout au répertoire français contemporain et aux compositions d'Igor Stravinsky. Sa réputation de compositeur a été créée en 1925 avec un Divertimento (ou cassation) pour quatre instruments à vent. Avec cette œuvre, basée sur des formes classiques, il est devenu connu comme un représentant tchèque du néoclassicisme (Macek 2001).
Il a écrit l'opéra Antigone ("Antigona", d'après Sophocle, 1934) et "Pozdvižení v Efesu", d'après Shakespeare, 1943) ainsi que quatre symphonies. Il est mort à Prague.

## Œuvres

### Musique pour la scène
- Small Ballet, sur le thème de Pantomime de Vítězslav Nezval, également une composition pour orchestre de chambre (1926)
- An Uproar in Efes (Pozdvižení v Efesu). Opéra bouffe sur le livret de Josef Bachtík basé sur La Comédie des erreurs de Shakespeare (1939–43)
- Antigone (Antigona). Une cantate pour la scène d'après la tragédie de Sophocle (1933, réécrit en 1959–62)
- Darkness (Temno). Scènes basées sur le roman de Alois Jirásek du même titre (1944, instrumentation 1951–52)

### Musique orchestrale
- Symphonietta - divertimento (1929)
- Suite from a comic opera (1933)
- Suite for Orchestra (1939–40)
- 20 Variations on the Composer s Own Theme in the Style of a Folk Song (1946–47)
- 14 Variantions on the Song (Good - Night Called)
- There Is None Other Like My Deceased Spouse (1951–52)
- Serenade for Orchestra (1948–50)
- Symphonie nº 1 en ré majeur (1954–55)
- Symphonie nº 2 en ut dièse majeur (1956–57)
- Symphonie nº 3 en ré majeur (1961–63)
- Symphonie nº 4 (1966)
- Minor Suite for Strings
- Vivat Rossini. Une ouverture concertante

### Musique concertante
- Concertino pour piano avec accompagnement d'instruments à vent (1935)
- Concertino pour violon avec accompagnement d'instruments à vent (1936)
- Concertino pour violoncelle et orchestre (1939–40)

### Musique de chambre
- Divertimento (Cassation) pour Flûte, Clarinette, Trompette et Basson (1925)
- Sonatina pour Clarinette et Piano (1929–30)
- Trio - Divertimento pour hautbois, Clarinette et Basson (1935)
- Trio pour Clarinette, contrebasse et piano (1936)
- Little Funeral Music pour voix d'alto, alto, violoncelle, contrebasse et piano sur des Textes des Psaumes et le poème de František Halas "Old Women" (1933, réécrit en 1936)
- Divertimento for Nonet (1937)
- Tre scherzini pour pianoforte (1953), arrangement de la version originale de la composition pour flûte et piano de l'année 1945
- Quatuor à cordes nº 2 en ré mineur (1953)
- Quatuor à cordes nº 3 "In My Father's Memory" (1960)
- Sonatina concertante pour violoncelle et pianoforte (1961)
- Quintette à vent (1964)
- Trio pour Violon, Violoncelle et Piano avec mélodie pour une voix de femme sur des textes d'un Psaume
- Four Encore Pieces pour Violon et Piano (1966)
- Quatuor à cordes nº 4 (1966)
- Quatuor à cordes nº 5 (1967)

### Chants
- Five Songs sur des textes de Vítězslav Nezval (1926–27)
- Six Songs sur des textes de Jan Neruda pour baryton et piano ou orchestre (1931)
- Imitations of Czech Songs pour ténor et quintette à vent sur des textes de František Ladislav Čelakovský (1936)
- Motives from Antiquity, pour une voix d'homme et orchestre ou piano (1936, arrangement et instrumentation, 1947)
- Five Songs pour chant et piano sur des textes de Jan Amos Komenský (1938)
- Four Songs sur des textes de Jan Neruda pour une voix d'homme moyenne (1939–40)

### Compositions chorales
- The Song of the Multitudes. Une fugue pour un chœur mixte et grand orchestre sur un texte de Josef Hora (1925, instrumentation 1948)
- Four Madrigals to Words by Karel Hynek Mácha pour un petit chœur mixte, ténor solo et piano (1936)
- From the Region of Bagpipers (Z dudáckého kraje). A bouquet of songs after melodies of songs for soprano, tenor, baritone and large orchestra, collected by Karel Weis (1939)
- Sacred Carols Sung During Christmas-time (Koledy posvátné v čas vánoční), pour un chœur mixte ou d'enfants avec orchestre et orgue (1939)
- Military Songs from the Záhorácko Region (Vojenské písničky ze Záhorácka), pour un chœur d'hommes à l'unisson, ténor et soprano solo avec orchestre (1950)
- Four Male Choirs in the Traditional Style sur des textes de poètes tchèques (1966–67)